# Hekkie Budler
Hector "Hekkie" Budler (ur. 18 maja 1988 w Johannesburgu) – południowoafrykański bokser, aktualny mistrz świata IBO w wadze słomkowej.

## Kariera zawodowa
Jako zawodowiec zadebiutował 5 lipca 2007 roku, pokonując przez TKO w 1 rundzie Michaela Sediane'a. Do końca 2009 roku stoczył jeszcze 13 zwycięskich pojedynków, zdobywając przy okazji pas IBO All-Africa w wadze junior muszej, który 2krotnie obronił.
27 lutego 2010 roku zdobył mistrzostwo świata IBO, pokonując decyzją większości na punkty Filipińczyka Juanito Rubillara. W czerwcu doszło do rewanżu obu bokserów. Ponownie po bardzo wyrównanym widowisku, Budler zwyciężył niejednogłośnie na punkty (115-113, 113-114, 116-111), broniąc tytułu po raz pierwszy. Tytuł stracił w 2 obronie, przegrywając po niejednogłośnej decyzji z Gideonem Buthelezim.
24 września 2011 roku zdobył mistrzostwo świata IBO w wadze słomkowej, pokonując wysoko na punkty Filipińczyka Michaela Landero. 22 września 2012 roku obronił tytuł, pokonując jednogłośnie na punkty byłego mistrza IBF, Florante Condesa z Filipin.
21 lutego 2015 w Monte Carlo Budler pokonał  jednogłośnie na punkty  115:112 115:112 i 117:110 Meksykana Jesusa Silvestre′a (30-6, 22 KO), broniący po raz trzeci tytułu mistrza świata federacji WBA.